# Sonja Peterson
Sonja Peterson (* 1973 in Deutschland) ist eine deutsche Wirtschaftsmathematikerin und Volkswirtin.

## Wissenschaftliche Laufbahn
Sonja Peterson studierte von 1993 bis 1999 Wirtschaftsmathematik an der Universität Hamburg und schloss dieses Studium mit dem Diplom ab. Im Rahmen eines Fulbright-Stipendiums studierte sie zwischen 1997 und 1998 Volkswirtschaftslehre an der University of Colorado at Boulder und erhielt dort ihren M.A. in Economics. Von 1999 bis 2002 arbeitete Sonja Peterson an ihrer Promotion im interdisziplinären, durch die DFG geförderten Graduiertenkolleg „Integrative Umweltbewertung“ an der Fakultät für Agrar- und Ernährungswirtschaft an der Christian-Albrechts-Universität zu Kiel und promovierte schließlich 2002. Bis 2005 war sie dann Wissenschaftliche Mitarbeiterin am Institut für Weltwirtschaft (IfW), Kiel. Dort wurde sie 2006 Leiterin des Forschungsbereichs Umwelt und natürliche Ressourcen und übte diese Tätigkeit bis 2010 aus. 2006 wurde sie ebenfalls Mitglied und Principal Investigator des Exzellenzclusters „Ozean der Zukunft“ an der Christian-Albrechts-Universität zu Kiel. Seit 2010 ist sie Management-Koordinatorin des Instituts für Weltwirtschaft.

## Forschungsinteressen
Sonja Peterson interessiert sich besonders für die Modellierung der Klima-Ökonomie und empirische allgemeine Gleichgewichtsanalysen. Beide Themenfelder sind ihr Spezialgebiet.

## Ausgewählte Publikationen
- B. Kretschmer, D. Narita, S. Peterson: The economic effects of the EU biofuel target. In: Energy Economics. Band 31, 2009, S. S285–S294.
- M. Hübler, G. Klepper, S. Peterson: Costs of Climate Change - The Effects of Rising Temperatures on Health and Productivity in Germany. In: Ecological Economics. Band 68, Elsevier 2008, S. 381–393.
- G. Klepper, S. Peterson: Trading Hot-Air: The Influence of Permit Allocation Rules, Market Power, and the US Withdrawal from the Kyoto Protocol. In: Environmental & Resource Economics. Band 32, Nr. 2, 2005, S. 205–227.[1]